# Chaetostoma microps
Chaetostoma microps là một loài cá trong họ Loricariidae. Loài này được biết đến với khả năng leo vách đá.

## Đặc điểm
Cá đực có thể dài tới 8,9 cm. Chúng thường sống ở khu vực thượng nguồn sông Amazon và ở nơi khó tiếp cận, chúng sống ở những hang động nước nông tại Ecuador. Chúng có bộ hàm giác hút rất khỏe, giúp nó bám được vào đá và rễ cây. Thức ăn của loài này là rong rêu. Các nhà khoa học đã lần đầu tiên ghi lại được cảnh tượng cá leo vách đá trong một hang động ở Ecuador.